# Orissaare
Orissaare (in tedesco Orrissar) era un comune rurale dell'Estonia occidentale, nella contea di Saaremaa. Il centro amministrativo era l'omonimo borgo (in estone alevik).
È stato soppresso nel 2017 in seguito alla fusione di tutti i comuni dell'isola nel nuovo comune di Saaremaa.

## Località
Oltre al capoluogo il comune comprende 36 località (in estone küla):
Ariste - Arju - Haapsu - Hindu - Imavere - Jaani - Järveküla - Kalma - Kareda - Kavandi - Kõinastu - Kuninguste - Laheküla - Liigalaskma - Liiva - Maasi - Mäeküla - Mehama - Ööriku - Orinõmme - Põripõllu - Pulli - Randküla - Rannaküla - Raugu - Saikla - Salu - Suur-Pahila - Suur-Rahula - Taaliku - Tagavere - Tumala - Väike-Pahila - Väike-Rahula - Väljaküla - Võhma